# 니시자토촌 (야마가타현)
니시자토촌(西里村)은 야마가타현 니시무라야마군에 설치되었던 촌이다. 현재의 가호쿠정에 해당한다.